# Szkoła aleksandryjska (teologia)
Szkoła aleksandryjska – kilka pokoleń egzegetów i teologów, działających w Aleksandrii, stolicy Egiptu. To intelektualne środowisko można scharakteryzować następująco: chrześcijaństwo judeochrześcijańskie dopełniło swej helleńskiej edukacji, zaś hellenizm swej edukacji chrześcijańskiej. Początki wywodzą się ze szkoły katechetycznej Pantena (II/III w.). Już od początku wielki wpływ miał na refleksję szkoły także wielki żydowski teolog Filon z Aleksandrii (10 przed. Chr. – 40 po Chr.), który korzystał z filozofii greckiej dla pogłębiania swych interpretacji Starego Testamentu. Głównymi nauczycielami w II i III w. byli: Klemens Aleksandryjski i Orygenes, któremu nadano przydomek „Diamentowy” (Adamantios), ze względu na jego pracowitość. Ogromnie wiele studiował, pisał, wykładał, a także oddawał się dziełom miłosierdzia. Często w pisaniu pomagało mu aż siedmiu kopistów. Następnie uczyli w szkole ich uczniowie, późniejsi biskupi, Heraklas i Dionizy Wielki, a po nich Teognost, Pieriusz, którzy także pisali rozprawy teologiczne. W IV w. wiodącą postacią był Didym Ślepiec. W V wieku – Cyryl z Aleksandrii, jeden z głównych teologów soboru efeskiego (431 r.), zmagającego się z nestorianizmem. Pod wpływem tej szkoły tworzył swoje komentarze biblijne Ambroży z Mediolanu, mistrz Augustyna z Hippony.
Szkoła charakteryzowała się głęboko duchowym podejściem do interpretacji Pisma Świętego, które w wielu wydarzeniach opisanych w Biblii widziało alegorię, czyli odniesienie do rzeczywistości niewidzialnej, ale realnej. Był to tzw. sens głębszy, prorocki, który czasem odczytywany był z pominięciem sensu literalnego, historycznego. Ten ostatni był szczególnie uważnie interpretowany przez szkołę antiocheńską.